# A CONCACAF játékvezetői
Az alábbi lista az Észak- és Közép-amerikai, Karibi Labdarúgó-szövetségek Konföderációjához (CONCACAF) tartozó országok nevezetes játékvezetőit tartalmazza.
| Ábécé szerinti tartalomjegyzék                      |
| --------------------------------------------------- |
| A B C D E F G H I J K L M N O P Q R S T U V W X Y Z |

## A
- Joel Aguilar (1975–) salvadori nemzetközi játékvezető
- Abel Aguilar Elizalde (1929–?) mexikói nemzetközi játékvezető
- Gilberto Alcalá (1963–) mexikói nemzetközi játékvezető
- Quetzalli Alvarado (1975–) mexikói nemzetközi játékvezető
- Arturo Angeles (1953–) amerikai nemzetközi játékvezető
- Benito Archundia (1966–) mexikói nemzetközi játékvezető
- Germán Arredondo (1968–) mexikói nemzetközi játékvezető
- Javier Arriaga (1932–2003) mexikói nemzetközi játékvezető, sportvezető

## B
- Rodrigo Badilla (1957–) Costa Rica-i nemzetközi játékvezető
- Esfandiar Baharmast (1954–) amerikai nemzetközi játékvezető
- Carlos Batres (1968–) guatemalai nemzetközi játékvezető
- Jennifer Bennett (1971–) amerikai nemzetközi játékvezető
- John Best (?–?) amerikai nemzetközi játékvezető
- Melissa Borjas (1986–) hondurasi nemzetközi játékvezető
- Angelo Bratsis (1942–2021) amerikai nemzetközi játékvezető, sportvezető
- Marcos Brea (1975–) kubai nemzetközi játékvezető
- Neal Brizan (1969–) Trinidad és Tobagó-i nemzetközi játékvezető
- Arturo Brizio Carter (1956–) mexikói nemzetközi játékvezető

## C
- Courtney Campbell (1968–) jamaicai nemzetközi játékvezető
- Francisco Chacón (1976–) mexikói nemzetközi játékvezető
- Kenneth Chaplin (1930–2019) jamaicai nemzetközi játékvezető, újságíró
- Carol Anne Chenard (1977–) kanadai nemzetközi játékvezető
- Edgardo Codesal Méndez (1951–) mexikói nemzetközi játékvezető

## D
- Diego de Leo (1921–2015) mexikói nemzetközi játékvezető
- Sonia Denoncourt (1964–) kanadai nemzetközi játékvezető
- Shane de Silva (1972–) Trinidad és Tobagó-i nemzetközi játékvezető
- Hélder Dias (1951–2021) amerikai nemzetközi játékvezető
- Dilvio Di Placido (1944–) amerikai nemzetközi játékvezető
- Margaret Domka (1979–) amerikai nemzetközi játékvezető
- Marco Dorantes (1936–2012) mexikói nemzetközi játékvezető
- Osmond Downer (1930–) Trinidad és Tobagó-i nemzetközi játékvezető, sportvezető
- Keith Dunstan (1934–2016) bermudai nemzetközi játékvezető, sportvezető

## E
- Juan Pablo Escobar (1951–) guatemalai nemzetközi játékvezető
- Antonio Evangelista (1945–) kanadai nemzetközi játékvezető

## F
- Dianne Ferreira-James (1970–) guyanai nemzetközi játékvezető

## G
- Javier Galindo (1934–) mexikói nemzetközi játékvezető
- Prudencio Garcia (1899–1984) amerikai nemzetközi játékvezető
- Roberto García Orozco (1934–) mexikói nemzetközi játékvezető
- Mark Geiger (1974–) amerikai nemzetközi játékvezető
- Leo Goldstein (1917–?) amerikai nemzetközi játékvezető
- Alfonso Gonzales Archundia (1934–) mexikói nemzetközi játékvezető

## H
- Brian Hall (1961–) amerikai nemzetközi játékvezető
- Catherine Leann Hepburn (1963–) amerikai nemzetközi játékvezető
- Sandra Hunt (1959–) amerikai nemzetközi játékvezető, sportvezető

## J
- Majid Jay (1949–) amerikai nemzetközi játékvezető

## L
- Stanley Lancaster (1971–) guyanai nemzetközi játékvezető
- Henry Landauer (1929–2006) amerikai nemzetközi játékvezető
- Walter López (1980–) guatemalai nemzetközi játékvezető

## M
- Antonio Márquez Ramírez (1936–2013) mexikói nemzetközi játékvezető
- Gillian Martindale (1974–) barbadosi nemzetközi labdarúgó- és kosárlabda-játékvezető
- Jair Marrufo (1977–) amerikai nemzetközi játékvezető
- Antonio Maruffo Mendoza (1956–) mexikói nemzetközi játékvezető
- William Mattus (1964–) Costa Rica-i nemzetközi játékvezető
- Vincent Mauro (1943–2024) amerikai nemzetközi játékvezető
- Rómulo Méndez (1938–2022) guatemalai nemzetközi játékvezető
- Ricardo Montero (1986–) Costa Rica-i nemzetközi játékvezető
- Roberto Moreno (1970–) panamai nemzetközi játékvezető
- Raymond Morgan (1922–1977) kanadai nemzetközi játékvezető

## N
- Mauricio Navarro (1966–) kanadai nemzetközi játékvezető
- Bonifacio Núñez Vega (1954–) mexikói nemzetközi játékvezető

## O
- Raul Osorio Castillo (1934–) mexikói nemzetközi játékvezető

## P
- Silviu Petrescu (1968–) kanadai nemzetközi játékvezető
- José Piñeda (1971–) hondurasi nemzetközi játékvezető
- Richard Piper (1966–) Trinidad és Tobagó-i nemzetközi játékvezető
- Peter Prendergast (1963–) jamaicai nemzetközi játékvezető
- Michelle Pye (1978–) kanadai nemzetközi játékvezető

## Q
- Wálter Quesada (1970–) Costa Rica-i nemzetközi játékvezető

## R
- Ramesh Ramdhan (1960–) Trinidad és Tobagó-i nemzetközi játékvezető
- Felipe Ramos (1963–) mexikói nemzetközi játékvezető, televízió- és rádió szakkommentátor
- César Arturo Ramos (1983–) mexikói nemzetközi játékvezető
- Marco Rodríguez (1973–) mexikói nemzetközi játékvezető
- Rafael Rodriguez Medina (1956–) salvadori nemzetközi játékvezető
- Victorino Rodríguez Portillo (1961–) salvadori nemzetközi játékvezető
- Walter van Rosberg (1921–2001) holland antilláki nemzetközi játékvezető
- Lamberto Rubio Vázquez (1936–) mexikói nemzetközi játékvezető
- Reginald Rutty (1967–2010) amerikai nemzetközi játékvezető

## S
- Argelio Sabillón (1957–) hondurasi nemzetközi játékvezető
- Ricardo Salazar (1972–) amerikai nemzetközi játékvezető
- Robert Sawtell (1950–) kanadai nemzetközi játékvezető
- Kari Seitz (1970–) amerikai nemzetközi játékvezető
- Rodolfo Sibrian (1963–) salvadori nemzetközi játékvezető
- Luis Paulino Siles (1941–) Costa Rica-i nemzetközi játékvezető
- David Socha (1938–2025) amerikai nemzetközi játékvezető
- Karl Stewart (1926–?) jamaicai nemzetközi játékvezető, sportvezető
- Kevin Stott (1967–) amerikai nemzetközi játékvezető

## T
- Trevor Taylor (1974–) barbadosi nemzetközi játékvezető
- Virginia Tovar (1968–) mexikói nemzetközi játékvezető
- Hubert Tromp (1943–) holland antilláki nemzetközi játékvezető, sportvezető

## U
- Berny Ulloa Morera (1950–) Costa Rica-i nemzetközi játékvezető
- Joaquín Urrea Reyes (1942–) mexikói nemzetközi játékvezető

## V
- Ricardo Valenzuela (1964–) amerikai nemzetközi játékvezető
- Terry Vaughn (1973–2023) amerikai nemzetközi játékvezető
- Lucia Venegas (1981–) mexikói nemzetközi játékvezető

## W
- Gaspar Wallejo (?–?) mexikói nemzetközi játékvezető
- Enrico Wijngaarde (1974–) suriname- nemzetközi játékvezető
- Werner Winsemann (1933–) kanadai nemzetközi játékvezető
- Rachel Woo (1970–) amerikai nemzetközi játékvezető

## Y
- Arturo Yamasaki (1929–2013) perui-mexikói nemzetközi játékvezető